# Brinckiella viridis
Brinckiella viridis is een rechtvleugelig insect uit de familie sabelsprinkhanen (Tettigoniidae). De wetenschappelijke naam van deze soort is voor het eerst geldig gepubliceerd in 1955 door Lucien Chopard.
1. ↑  (en) Brinckiella viridis op de IUCN Red List of Threatened Species.